# Buslijn 40 (Amsterdam)

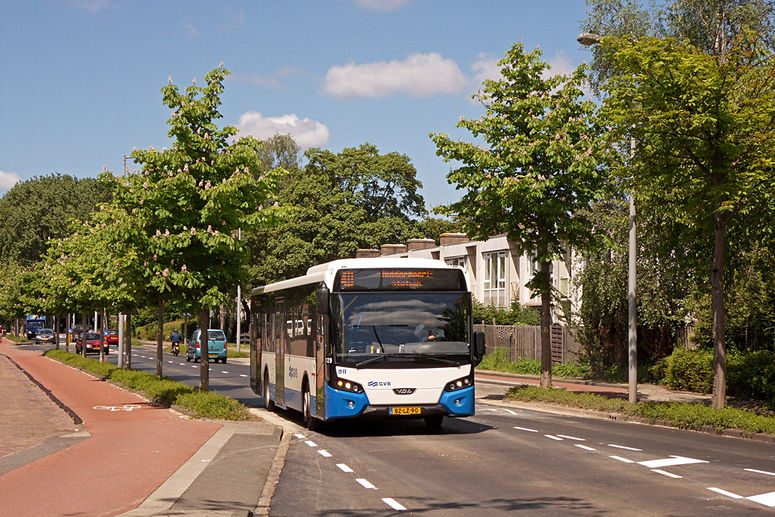
Lijn 40 in Amsterdam

Buslijn 40 is een stadsbuslijn in Amsterdam geëxploiteerd door het Garage Zuid en verbindt het Amstelstation via het Wetenschappelijk centrum Watergraafsmeer met het Muiderpoortstation. Er hebben sinds 1961 drie buslijnen met het lijnnummer 40 bij het GVB bestaan.

## Geschiedenis

### Lijn 40 I
De eerste lijn 40 werd ingesteld op 1 april 1961 en reed alleen op werkdagen van de Oostzaanstraat via de Hembrug naar de Spaarndammerdijk ten noorden van station Sloterdijk. Deze lijn verving hiermee de Fordlijn tussen de Fordfabrieken en het Centraalstation. Op de lijn was een bijzonder tarief van kracht.
Sinds 1967 reed lijn 40 in de avonduren gecombineerd met bus 42 in verband met het geringe aantal passagiers op dat tijdstip. Later kwam er in de avonduren maar ook het weekeinde een telefoonbus.

### Lijn 40 II
Op 1 juni 1986 werd een nieuw lijnennet ingevoerd in Westpoort. Dit betrof de ringlijnen 40 (rechtsom) en 41 (linksom) tussen station Sloterdijk en Westpoort waarbij met een grote lus de Coenhaven en de voormalige Hembrug met elkaar en met andere gedeelten van Westpoort werden verbonden. Een jaar later werden de lijnen 40 en 41 gesplitst waarbij lijn 40 de Coenhaven en omgeving bediende en lijn 41 de Hembrug en omgeving. In 1989 werden de lijnen 40 en 41 buiten de spits vervangen door lijn lijn 47.
In september 1994 werd het lijnenet in Westpoort aangepast en gaf lijn 40 voortaan alleen in de spits een snelle en korte verbinding tussen station Sloterdijk via de omgeving van de Deccaweg en Rhoneweg naar de Coenhaven. Buiten de spitsuren kwam er de Westpoorttaxi.

#### Lijn 238 en 239

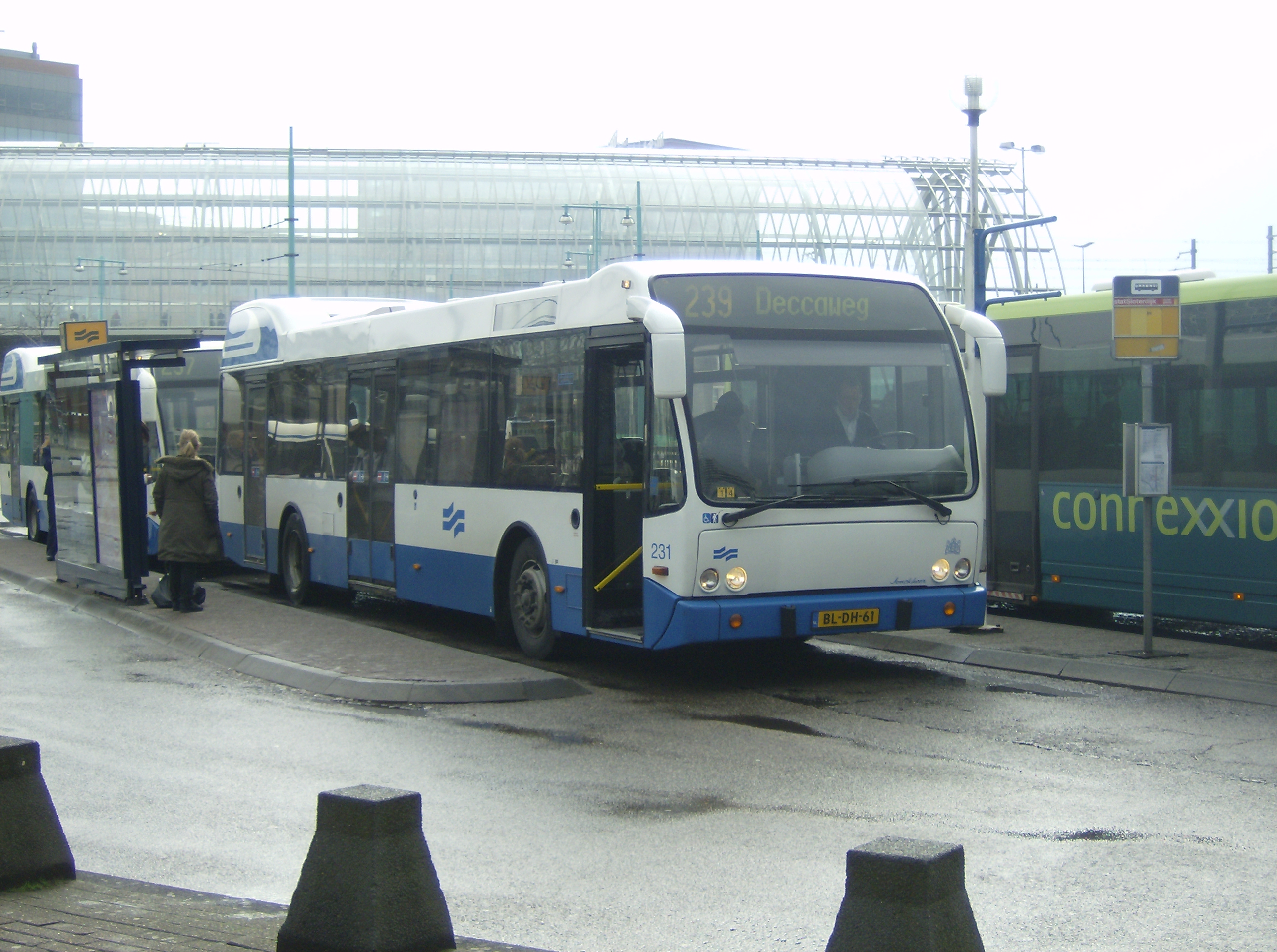
bus 231 op lijn 239 in 2009

In december 2003 werd lijn 40 gesplitst in lijn 238 via de Deccaweg en lijn en 239 via de Rhoneweg. Op 1 januari 2012 werden de lijnen 238 en 239 opgeheven en de passagiers werden nu verwezen naar de Westpoortbus die wordt gereden door het touringcarbedrijf Jan de Wit. Het is echter geen openbaar vervoer maar besloten vervoer en men dient zich via zijn werkgever aan te melden.

### Lijn 40 III
De derde Lijn 40 is een vernummering van lijn 67. In september 1998 stelde het GVB een nieuwe lijn 67 in als vervanger van lijn 66, maar nu tussen het Amstelstation, in plaats van het Muiderpoortstation, en het Wetenschappelijk Centrum Watergraafsmeer (tegenwoordig Amsterdam Science Park); net als bij de vorige lijn 67 werd ook hier een aantal ritten met gelede bussen uitgevoerd. Deze lijn 67 werd op 28 mei 2006 in lijn 40 vernummerd en doorgetrokken naar het Muiderpoortstation. In tegenstelling tot lijn 67 reed lijn 40 ook in het weekeinde en in de avonduren. Op 8 januari 2024 werd de lijn tijdelijk over de Berlagebrug doorgetrokken naar het Victorieplein ter compensatie van de tijdelijke ingekorte tram 12. 

#### Lijn 240
Tussen Amstelstation en het Science Park werd later ter ondersteuning een spitslijn 240 ingesteld. Deze lijn kreeg later echter ook een ondersteunende taak voor lijn 65 en reed daarom sindsdien via de route van lijn 65 naar de Ringdijk en pas dan naar het Science Park en weer terug. Sinds 16 december 2019 wordt alleen in de spitsrichting gereden, in de ochtendspits van Amstelstation naar Muiderpoortstation en in de middagspits van Muiderpoortstation naar Amstelstation. Op 4 januari 2021 werd lijn 240 voorlopig opgeheven in verband met het afgenomen vervoer.
Huidig: 15 · 18 · 21 · 22 · 34 · 35 · 36 · 37 · 38 · 40 · 41 · 43 · 44 · 47 · 48 · 49 · 61 · 62 · 63 · 65 · 66 · 68 · 231 · 233 · 245 · 246 · 247 · 267 · 360 · 369 · 461 · 463 · 464
Voormalig: A · B · C · D · E · F · G · H · K · L · M · P · R · S · 5 · 6 · 8 · 11 · 12 · 13S · 14 · 17 · 19 · 20 · 23 · 26 · 28 · 29 · 30 · 31 · 32 · 33 · 39 · 42 · 44P · 45 · 46 · 50/51 · 53 · 54 · 55 · 56 · 57 · 58 · 59 · 60 · 60S · 64 · 67 · 69 · 70 · 95/195 · 148 · 149 · 165/166 · 192 · 199 · 222 · 230 · 232 ·  240 · 248 · 249 · 265 · 269 · 315 · 326 · 465 · 580 · 581 · 582 · 583

Zie ook: Amsterdams busnet · Geschiedenis busnet · Amsterdams nachtbusnet · Portaal openbaar vervoer